# Wladimir Pawlowitsch Titow

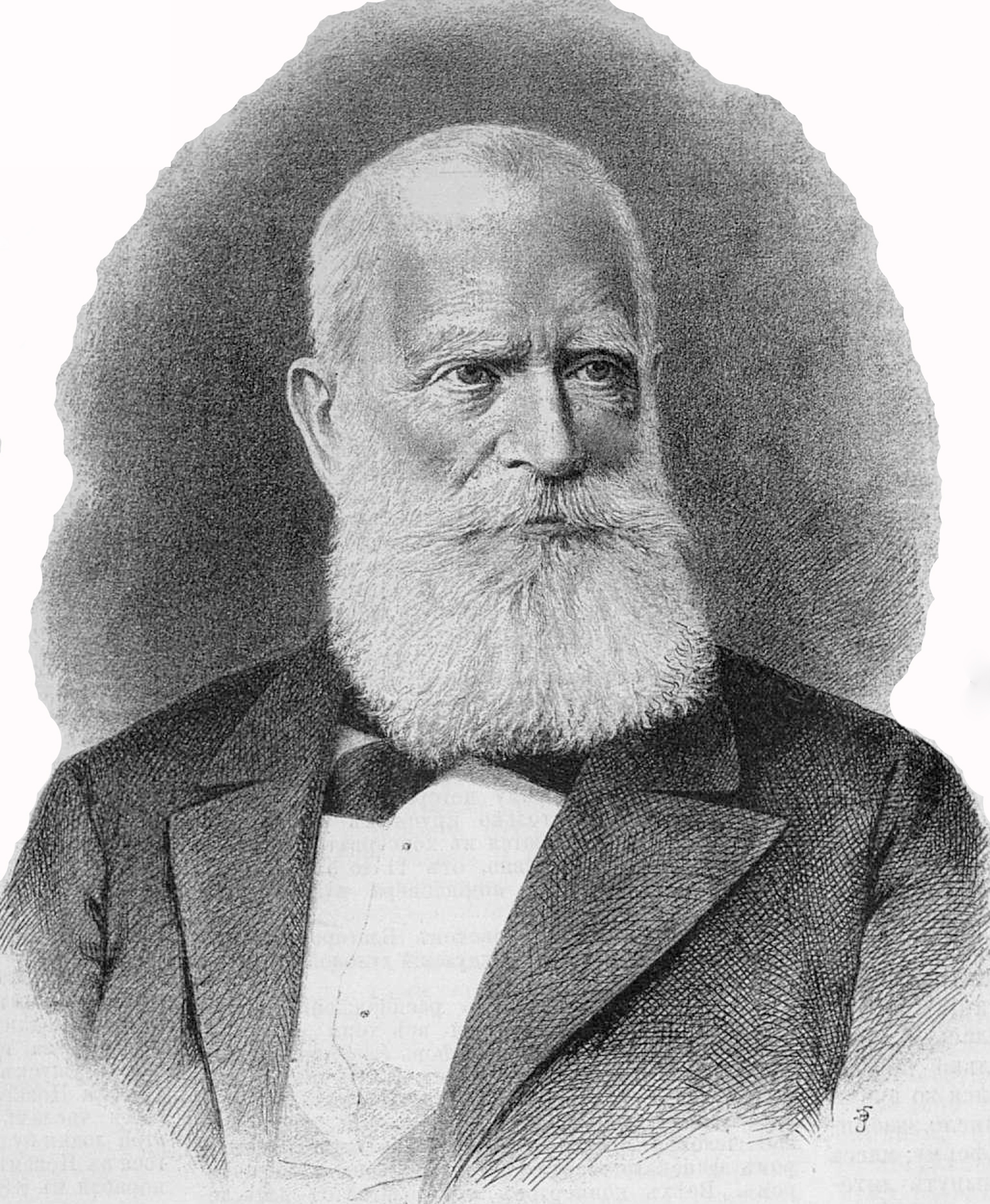
Wladimir Pawlowitsch Titow

Wladimir Pawlowitsch Titow (russisch Владимир Павлович Титов; * 28. Februarjul. / 12. März 1807greg. im Dorf Nowiki (Spasski rajon); † 15. Septemberjul. / 27. September 1891greg. in Charkow) war ein russischer Diplomat und Schriftsteller.

## Leben
Titows Vater Pawel Petrowitsch Titow war ein Grundherr mit vielen Tausend Dessjatinen Land in den Gouvernements Rjasan, Wladimir und Nowgorod. Titows Onkel Dmitri Wassiljewitsch Daschkow gehörte zu den Gründern der literarischen Gruppe Arsamas. Titow absolvierte das Universitätspensionat in Moskau und studierte an der Universität Moskau, wo Wladimir Fjodorowitsch Odojewski und Stepan Petrowitsch Schewyrjow seine Kommilitonen waren.
Im Dezember 1823 wurde Titow „Archiv-Junge“ im Moskauer Archiv des Kollegiums für Auswärtige Angelegenheiten (Außenministerium). Zusammen mit Odojewski,  Schewyrjow, Dmitri Wladimirowitsch Wenewitinow und anderen trat er in die Gesellschaft der Weisheitsliebe ein, die 1823–1825 existierte.
1827 ging Titow nach St. Petersburg und diente im Asien-Departement des Kollegiums. Er war bekannt mit Alexander Puschkin, der ihn in eine unvollendete Erzählung einfügte, Pjotr Andrejewitsch Wjasemski, Wassili Andrejewitsch Schukowski und anderen Schriftstellern. Titow veröffentlichte seine romantischen Erzählungen unter dem Pseudonym Tit Kosmokrator.

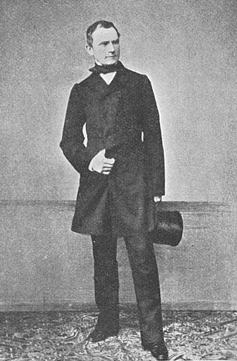
Botschafter Wladimir Pawlowitsch Titow, Konstantinopel

Titow wurde 1830 Sekretär der Mission in der Türkei und 1839 Generalkonsul für die Donaufürstentümer in Bukarest. 1839 heiratete er Gräfin Jelena Irenejewna Chreptowitsch, Schwester des Diplomaten Michail Irinejewitsch Chreptowitsch und verwandt mit dem Außenamtschef Karl Robert von Nesselrode, mit der er eine Tochter und einen Sohn bekam.

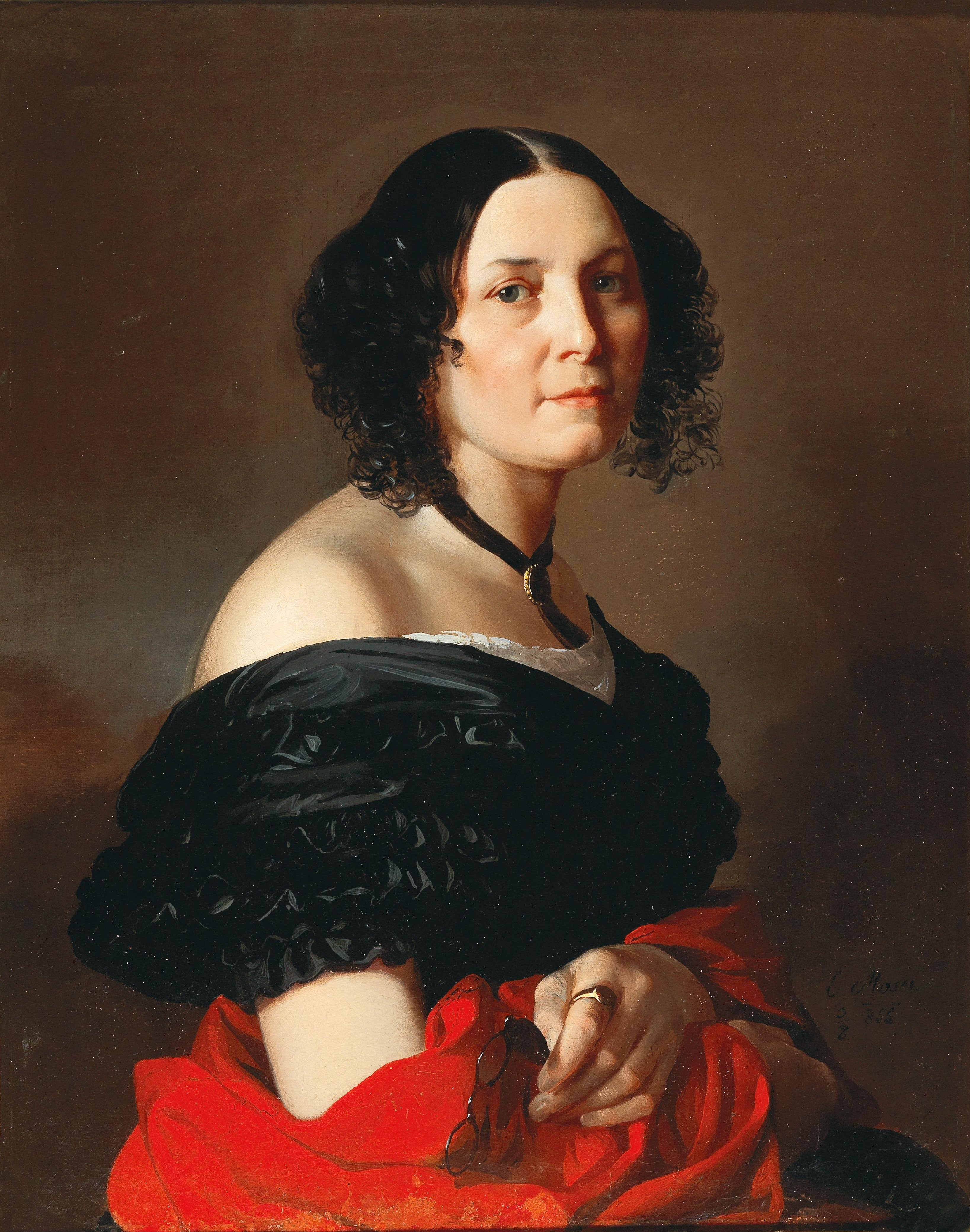
Jelena Irenejewna Titowa (E. C. Moser, 1855)

1843 wurde Titow bevollmächtigter Botschafter in Konstantinopel. 1841 war er zum Staatsrat (5. Rangklasse) ernannt worden, worauf 1849 die Ernennung zum Geheimen Rat (3. Rangklasse) folgte. Als 1847 der Bergbauingenieur Jegor Petrowitsch Kowalewski auf Einladung Muhammad Ali Paschas an der Spitze einer Expedition zur Goldsuche nach Ägypten reiste, ließ Titow ihm eine Instruktion mit politischen Anweisungen aushändigen. 1849 unterschrieb Titow die russisch-osmanische Konvention von Balta-Liman (bei Konstantinopel), die nach der Revolution in den Donaufürstentümern die osmanische Souveränität über die Donaufürstentümer unter dem russischen Protektorat bestätigte. Nach Beginn des Krimkriegs versuchte Titow 1854 den Konflikt um die Heiligen Stätten auf friedlichem Wege zu lösen. Kaiser Nikolaus I. sah dies als Schwäche an und versetzte Titow nach Stuttgart als Botschafter am Hof des Königs von Württemberg.
Alexander II. holte nach seinem Regierungsantritt 1855 Titow zurück und übertrug ihm die Leitung der Studien der Großfürsten Nikolai Alexandrowitsch und Alexander Alexandrowitsch. 
1856 hielt sich Titow anlässlich der Krimkrieg-Friedensverhandlungen 1856 mit seiner Frau in Wien auf. In St. Petersburg stand Titow in Kontakt mit Boris Nikolajewitsch Tschitscherin und Fjodor Iwanowitsch Tjuttschew. Für das Studium der russischen Geschichte und des Zivilrechts der Großfürsten engagierte Titow den bekannten Liberalen Konstantin Dmitrijewitsch Kawelin. Als dies vom Hof missbilligt und Kawelin entlassen wurde, legte Titow sein Amt nieder und ging 1858 als Botschafter zurück nach Stuttgart (bis 1865). 1864 wurde er zum Wirklichen Geheimen Rat (2. Rangklasse) ernannt.
1865 wurde Titow Mitglied des Staatsrats und war 1882–1884 Vorsitzender des Departements für zivile und geistliche Angelegenheiten. 1873 wurde er Vorsitzender der Archäographischen Kommission als Nachfolger Pawel Alexandrowitsch Muchanows. Nach Titows Tod wurde Afanassi Fjodorowitsch Bytschkow Vorsitzender der Archäographischen Kommission. Titow war 1882 Ehrenkurator des Kuratoriums der Einrichtungen der Kaiserin Maria und Mitglied des Rats der Gesellschaft für die Erziehung adliger Mädchen nach Prinz Peter von Oldenburg und vor Konstantin Karlowitsch Grot. Titow war Ehrenmitglied der St. Petersburger Akademie der Wissenschaften.

## Ehrungen
- persischer Sonnen- und Löwenorden II. Klasse (1831)
- Sankt-Stanislaus-Orden I. Klasse (1842)[5]
- Russischer Orden der Heiligen Anna I. Klasse (1845)[5]
- griechischer Erlöser-Orden I. Klasse (1848)
- osmanischer Orden Nişan-i İftihar höchster Klasse mit Brillanten (1850)
- Orden des Heiligen Wladimir II. Klasse (1855)[5]
- Kaiserlich-Königlicher Orden vom Weißen Adler (1856)
- Krimkrieg-Gedenkmedaille
- württembergischer Friedrichs-Orden I. Klasse (1856)[5]
- Orden der Württembergischen Krone (1864)
- Alexander-Newski-Orden (1862), Alexander-Newski-Orden mit Diamanten (1869)[5]
- Orden des Heiligen Wladimir I. Klasse mit 300 Rubel jährlich (1873)[5]
- Orden des Heiligen Andreas des Erstberufenen (1883)[5]